# Південна Аба
Південна Аба (англ. Aba South) — одна із 17 територій місцевого управління штату Абія, Нігерія. Адміністративний центр — Аба.
Площа — 49 км2. Чисельність населення — 423 852 осіб (станом на 2006 рік).